# Лейквуд (переписна місцевість, Вісконсин)
Лейквуд (англ. Lakewood) — переписна місцевість (CDP) в США, в окрузі Оконто штату Вісконсин. Населення — 241 особа (2020).

## Географія
Лейквуд розташований за координатами 45°18′2″ пн. ш. 88°30′52″ зх. д. / 45.30056° пн. ш. 88.51444° зх. д. (45.300531, -88.514515).  За даними Бюро перепису населення США в 2010 році переписна місцевість мала площу 7,20 км², уся площа — суходіл.

## Демографія
Згідно з переписом 2010 року, у переписній місцевості мешкали 323 особи в 150 домогосподарствах у складі 93 родин. Густота населення становила 45 осіб/км².  Було 249 помешкань (35/км²).
Расовий склад населення:
| - 95,0 % — білих - 2,5 % — корінних американців - 0,3 % — чорних або афроамериканців - 0,3 % — азіатів |

До двох чи більше рас належало 1,9 %. Частка іспаномовних становила 0,6 % від усіх жителів.
За віковим діапазоном населення розподілялося таким чином: 17,0 % — особи молодші 18 років, 54,8 % — особи у віці 18—64 років, 28,2 % — особи у віці 65 років та старші. Медіана віку мешканця становила 49,7 року. На 100 осіб жіночої статі у переписній місцевості припадало 112,5 чоловіків;  на 100 жінок у віці від 18 років та старших — 109,4 чоловіків також старших 18 років.
Середній дохід на одне домашнє господарство  становив 46 228 доларів США (медіана — 40 250), а середній дохід на одну сім'ю — 55 001 долар (медіана — 47 125). Медіана доходів становила 38 472 долари для чоловіків та 21 964 долари для жінок. За межею бідності перебувало 5,5 % осіб, у тому числі 0,0 % дітей у віці до 18 років та 7,7 % осіб у віці 65 років та старших.
Цивільне працевлаштоване населення становило 118 осіб. Основні галузі зайнятості: мистецтво, розваги та відпочинок — 25,4 %, виробництво — 19,5 %, будівництво — 16,1 %.